# Pixel Dungeon
Pixel Dungeon — компьютерная игра в жанре традиционного roguelike с открытым исходным кодом.

## Сюжет
Персонаж исследует 25 уровней случайно генерируемых подземелий, подбирает вещи (более 80 типов) и убивает монстров (25 типов). Существует 5 боссов, расположенных через каждые 5 уровней.

## Геймплей
Pixel Dungeon представляет собой пошаговую игру жанра roguelike с плиточной графикой в стиле «pixel-art». Игра соблюдает каноны жанра, делая акцент на выживании в многоэтажном подземном лабиринте в поисках амулета Йендора и необходимость переоткрытия свойств предметов при каждом новом прохождении. Этажи подземелья создаются с использованием процедурной генерации, включая размещение на них препятствий, предметов, врагов и NPC, которые выдают квесты, что обеспечивает уникальность каждого прохождения. Игра предоставляет выбор из пяти классов персонажа (воин, маг, вор, охотница и дуэлянт), имеющих различные значения параметров и особенности (преимущества и недостатки). Персонаж имеет такие параметры, как необходимое для выживания здоровье и влияющая на эффективность экипировки сила, также он нуждается в пище. За уничтожение врагов персонаж получает опыт, что приводит к повышению его уровня, с которым повышается боеспособность и запас здоровья персонажа. После уничтожения некоторых врагов остаются предметы и деньги. Последние персонаж может потратить на приобретение необходимых вещей во встречающихся на пути магазинах (6,11,16 и 21 уровень). В игре существует большое разнообразие экипировки и других предметов, которые персонаж может так или иначе использовать, зачастую несколькими способами. Но некоторые предметы при попытке использования могут причинить персонажу вред, например, проклятые вещи.